# The Willis Family

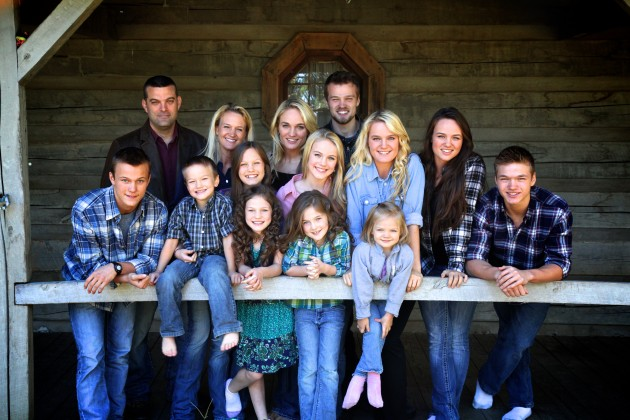
fotka rodiny Tobyho a Brendy, též známé jako Willis Clan

The Willis Family je americká reality show z prostředí muzikantské rodiny, vysílána v televizi TLC.
Rodina Tobyho (* 1968) a Brendy (* 1967) žije v Nashville v Tennessee a je známá jako Willis Clan. Jejich 12 dětí (4 chlapci a 8 dívek, všichni se jménem na J) tvoří hudební a taneční skupinu, která je známá i díky účinkování v americké sérii show America 's Got Talent (Amerika má talent) jakož i vystoupení v Grand Ole Opry. Rodina má silnou křesťanskou a hudební tradici s kořeny z Irska a jihu Chicaga, která se odráží v jejich produkci.
Byly natočeny dvě řady reality show, první má 7 částí, které měly premiéru v létě roku 2015, druhá šest. Natáčení druhé řady bylo předčasně zastaveno v září 2016, kdy byl otec rodiny zatčen a obviněn z pohlavního zneužívání svých dcer. V červenci 2016 byl po přiznání viny odsouzen ke 40 letům vězení bez možnosti předčasného propuštění.